# Bien immeuble
Ne doit pas être confondu avec Bien immobilier.
Un bien immeuble, classé comme « immeuble », constitue une catégorie de biens caractérisée par le fait qu'il ne peut être déplacé (sol, arbre, bâtiment, composante fixée de façon permanente…). Il s'oppose à un bien meuble.

## Généralités
Par exemple, puisqu'une locomotive doit obligatoirement être attachée à un chemin de fer, celle-ci constitue un bien immeuble. Par contre, une voiture n'a pas besoin d'être rattachée à un ensemble (de rails de ce cas-ci) pour fonctionner. Par conséquent, la voiture correspond à un bien meuble.
En outre, des récoltes dans un champ sont un bien immeuble tant qu'elles n'ont pas été retirées de leurs plantations fixes. Exceptionnellement, on dit que les récoltes deviennent des meubles par anticipation lorsqu'un contrat de vente a été conclu entre le cultivateur et l'acheteur.

## Droit par pays

### Droit canadien

#### Droit québécois
En droit québécois, les articles 899 à 907 du Code civil du Québec établissent les distinctions juridiques entre les biens meubles et les biens immeubles. La loi distingue entre plusieurs types d'immeubles : les fonds de terre (art. 900 C.c.Q.), les constructions et ouvrages permanents et à caractère permanent et tout ce qui en fait partie intégrante (art. 900 C.c.Q.), les végétaux et minéraux qui ne sont pas extraits du fonds (art. 900 (2) C.c.Q.), les immeubles par incorporation (art. 901 C.c.Q.), les parties temporairement détachées d'un immeuble (art. 902 C.c.Q.), les immeubles par rattachement ou réunion (art. 903 c.c.Q.), les droits réels sur les immeubles et les actions qui tendent à les faire valoir (art. 904 C.c.Q.),,.

### Droit français
En France, un bien immeuble est juridiquement défini aux articles 517 à 526 du Code civil.
Au sens juridique, sont considérés comme immeubles les terrains construits ou non construits, les bois et les édifices avec ou sans étage.
Les bois de haute futaie arrivés à maturité sont considérés déjà dans l'ancien droit comme immeubles.